# Nullung
Die Nullung (Erdung) ist eine Schutzmaßnahme gegen Personenschäden bei indirektem Berühren von elektrischen Leitern. Eine Nullung bzw. Erdung wird allgemein vorgenommen, indem die elektrisch leitfähigen und berührbaren Gehäuse von Betriebsmitteln („Körper“) mit einem Schutzleiter verbunden werden.
Der Begriff Nullung ist aus den deutschen VDE-Normen und der schweizerischen NIN weitgehend eliminiert und durch die Begriffe Schutzerdung und Schutzpotentialausgleich abgelöst. Einzig in der österreichischen ÖVE/ÖNORM E 8001-1:2010 und im österreichischen Elektrotechnikgesetz (ETG) 1992 wird der Begriff weiterhin in der gewohnten Art verwendet.

## Nullungsarten
Man unterscheidet die Nullung ohne besonderen Schutzleiter, oft als Klassische Nullung bezeichnet, bei der der PEN-Leiter sowohl als Neutralleiter als auch als Schutzleiter dient (TN-C-Netz), und die Nullung mit besonderem Schutzleiter, gelegentlich als stromlose oder moderne Nullung bezeichnet, bei der separate PE- und N-Leiter gegeben sind (TN-S-Netz).

### Nullung ohne besonderen Schutzleiter

Nullung ohne besonderen Schutzleiter

Die Nullung ohne besonderen Schutzleiter, in der Schweiz Nullung Schema III, allgemein als klassische Nullung bekannt, führte um etwa 1913 die damalige AEG ein. Zuvor (etwa um 1885) war wohl die Schutzerdung in Systemen ohne Neutralleiter (also in Netzen mit 3 × 220 V, in denen zugleich ein metallenes Wasserrohrnetz zur Verfügung stand) das älteste bekannte Schutzsystem.
Die klassische Nullung birgt Gefahren in sich, wenn der PEN-Leiter unterbrochen wird und der Außenleiter weiterhin mit einem Verbrauchsmittel verbunden ist. Dann liegt an berührbaren Teilen von Gehäusen die volle Spannung des Außenleiters gegen Erde an, heute also in der Regel 230 V. Auch im normalen Betrieb liegt an den Gehäusen eine gewisse geringe Spannung gegen Erde an, die nach dem Ohmschen Gesetz durch den (geringen) Widerstand des PEN-Leiters selbst und den durch ihn fließenden Strom verursacht wird. In mehrphasigen Installationen kommt es außerdem bei ungleichmäßiger Belastung der Außenleiter zu Nullpunktverschiebungen. Dies ist ebenfalls dem Spannungsabfall auf dem Nullleiter geschuldet. Das führt auch dazu, dass auf Potentialausgleichsleitungen (Verbindung des PEN mit geerdeten Teilen, z. B. der Wasserinstallation) Ströme fließen können, die u. U. zur Überlastung der Erdverbindung führen. In der DDR kam hinzu, dass Aluminiumkabel installiert wurden, die wegen ungenügender Material-Druckfestigkeit unzuverlässige Klemmstellen aufwiesen.
Aus diesen Gründen ist die „klassische Nullung“ in Deutschland seit dem 1. Mai 1973, in der Schweiz seit dem 1. Januar 1974 für Neuanlagen verboten. Für in Bau befindliche Anlagen gab es in Deutschland eine Übergangsfrist bis 31. März 1974. Nullungs-Verbindungen dort dürfen nur noch mit Leitern mit einem Querschnitt von mindestens 10 mm² Kupfer oder 16 mm² Aluminium durchgeführt werden (erstmals mit VDE 0100/5.73 § 10 a) 2.1.)
 

### Kundenanlagen, Bestandsanlagen
Der Begriff „Bestandsschutz“ wird in der DIN VDE 0100-200 und im EnWG Gesetz § 49 nicht definiert. Bestandsschutz ist ein baurechtlicher Begriff, der in sich trägt, dass eine einstmals zu damals geltenden Bedingungen ordnungsgemäß errichtete Anlage (elektrische Installationen) in ihrem erstellten Zustand weiterhin betrieben werden darf, auch wenn sie neuere Richtlinien nicht mehr erfüllt. Ein Bestandsschutz erlischt in dem Augenblick, in dem die ehemals zur Anwendung gekommene Vorschrift eine Neubewertung der Anlage verlangt (die dann nach den aktuell gültigen Vorschriften zu erfolgen hat).
Maßgebend für eine Anpassung (Änderung) der bestehenden Kundenanlage sind Anlagen-Änderungen oder Anlagen-Erweiterungen. 
Diese sind in der Netzrichtlinie Bayernwerk VDE-AR-N 4100 Abs. 4.4, den Technischen Anschlussbedingungen (TAB 2023) Abs. 7.4 und VDE FNN Hinweis Bestandsanlagen festgelegt und beschrieben. Der Begriff Anpassung bezieht sich bei Kundenanlagen immer auf den aktuellen Stand der Technik.

#### Schweiz
In der Schweiz fehlen rechtliche Grundlagen für eine Nachrüstungspflicht, weswegen Anlagen den zum Erstellungszeitpunkt gültigen Regeln und Vorschriften gemäß Art. 3 NIV entsprechen muss (Bestandsschutz), solange daran keine Änderungen vorgenommen worden sind. Allerdings wird im Rahmen periodischer Kontrollen (Art. 36 NIV) den Eigentümern schriftlich mitgeteilt, dass die Einrichtung veraltet ist.

### Verbesserung des Schutzes
Obwohl ältere Anlagen bedingt durch den Bestandschutz nur bei wesentlichen Änderungen oder Erweiterungen nachgerüstet werden müssen, ist es sinnvoll, zumindest für „Räume mit Badewanne oder Dusche“ auf aktuellen Standard mit gesondertem Schutzleiter und Fehlerstrom-Schutzschalter (RCD) nachzurüsten (DIN VDE 0100-700:2008-10).
Seit dem 1. Juni 2007 (mit Übergangsfrist bis zum 1. Februar 2009) sind gemäß DIN VDE 0100-410:2007-06, Abschnitt 411.3.3 außerdem alle Steckdosen in Neuanlagen, welche durch elektrotechnische Laien genutzt werden, mit einer Fehlerstrom-Schutzeinrichtung (RCD) mit einem Bemessungsdifferenzstrom von maximal 30 mA auszustatten (in Innenräumen Steckdosen bis 20 A, im Außenbereich bis 32 A für den gesamten die Steckdosen versorgenden Stromkreis).
Seit dem 1. Oktober 2018 (mit Übergangsfrist bis zum 7. Juli 2020) wurde der Abschnitt 411.3.3 in der DIN VDE 0100-410 (VDE 0100-410):2018-10 weiter angepasst. Auch Steckdosen im Innenbereich mit bis zu 32 A Bemessungsstrom benötigen eine Fehlerstrom-Schutzeinrichtung (RCD) mit einem Bemessungsdifferenzstrom nicht größer als 30 mA. Steckdosen können davon ausgenommen werden, wenn Maßnahmen ergriffen werden (eine Gefährdungsbeurteilung nach Betriebssicherheitsverordnung (BetrSichV) ist dafür notwendig), welche die allgemeine Verwendung (z. B. durch den elektrotechnischen Laien) dauerhaft ausschließt.

### Erstprüfung und wiederkehrende Prüfung

#### Deutschland
Neuanlagen sind vor der Erstinbetriebnahme gemäß DIN VDE 0100-600:2017-06 zu prüfen und die Prüfungsergebnisse sind zu dokumentieren. Eine ursprünglich auch für wiederkehrende Prüfungen nutzbare DIN VDE 0100-610 wurde mit Übergangsfrist bis 1. September 2009 zurückgezogen. Wiederkehrende Prüfungen werden in Deutschland nach der DIN VDE 0105-100:2009-10 behandelt. Diese Norm beinhaltet regelmäßige Zeitabstände für Prüfungen an Betriebsstätten, enthält aber keine verbindlichen Prüfabstände für Wohnungen und sonstigen Privatbereich. Eine oftmals publizierte Feststellung, dass Versäumnisse daraus Auswirkungen auf den Versicherungsschutz haben, ist für den Privatbereich nicht nachvollziehbar.
Vereinfacht gesagt ist sicherzustellen, dass die Anlage den Normen, die zum Zeitpunkt der Errichtung maßgeblich waren, entspricht. Siehe dazu die Aussage in Anmerkung 1 auf Seite 19 der VDE 0105-100: „Bestehende Anlagen können in Übereinstimmung mit früheren Ausgaben der Normenreihe (DIN) VDE 0100 geplant und errichtet worden sein, die zur Zeit der Planung und Errichtung anzuwenden waren. Dieses bedeutet nicht notwendigerweise, dass diese Anlagen unsicher sind.“

#### Österreich
Für Österreich schreibt die zum Elektrotechnikgesetz 1992, BGBl. Nr. 106/1993 erlassene Elektrotechnikverordnung 2020 (ETV 2020), BGBl II 308/2020 bei Neuvermietung einer Wohnung eine Prüfung der elektrischen Anlage und gegebenenfalls Nachrüstung eines Fehlerstrom-Schutzschalters vor:
Auszug: § 7 ETV 2020: „Bei Vermietung einer Wohnung [...] ist sicherzustellen, dass die elektrische Anlage der Wohnung den Bestimmungen des ETG 1992 entspricht; bei Anlagen, die in Steckdosenstromkreisen über keinen zusätzlichen Schutz (Zusatzschutz) gemäß § 2 Abs. 2 verfügen, ist, unbeschadet des vorhandenen Anlagenzustandes, der Schutz von Personen in der elektrischen Anlage durch den Einbau mindestens eines Fehlerstrom-Schutzschalters mit einem Nennfehlerstrom von nicht mehr als 30 mA unmittelbar vor den in der Wohnung befindlichen Leitungsschutzeinrichtungen, sicherzustellen. Liegt hierüber keine geeignete Dokumentation vor, so kann die Mieterin bzw. der Mieter der Wohnung nicht davon ausgehen, dass die elektrische Anlage diesen Anforderungen entspricht.“
Bereits seit 2010 hat zuvor ein Zusatz zur Elektrotechnikverordnung 2002, BGBl II 223/2010 in § 7a vergleichbares vorgeschrieben.

## Normen
- VDE 0100/5.73 Bestimmungen für das Errichten von Starkstromanlagen mit Nennspannungen bis 1000 V (zurückgezogen 2008-09)
- DIN VDE 0100-100:2009-06 DIN Errichten von Niederspannungsanlagen – Teil 1: Allgemeine Grundsätze, Bestimmungen allgemeiner Merkmale, Begriffe (IEC 60364-1:2005, modifiziert)
- DIN VDE 0100-410:2007-06 Errichten von Niederspannungsanlagen – Teil 4-41: Schutzmaßnahmen – Schutz gegen elektrischen Schlag (IEC 60364-4-41:2005-12, modifiziert)
- DIN VDE 0100-600:2008-06 Errichten von Niederspannungsanlagen – Teil 6: Prüfungen (IEC 60364-6:2006, modifiziert)
- DIN VDE 0105-100:2009-10 Betrieb von elektrischen Anlagen
- ÖVE/ÖNORM E 8001-1:2010-03 Errichtung von elektrischen Anlagen mit Nennspannungen bis AC 1000 V und DC 1500 V Teil 1: Begriffe und Schutz gegen elektrischen Schlag (Schutzmaßnahmen)
- OVE E 8101 Ersetzt ÖVE/ÖNORM E 8001
- NIN 2010 (SEV 1000) Niederspannungsinstallationsnormen (Schweiz)

## Belege
1. ↑  Wilhelm Rudolph: VDE Schriftenreihe 39, Einführung in DIN VDE 0100. 2009, S. 107.
2. ↑  https://www.ris.bka.gv.at/eli/bgbl/II/2020/308/20200708
3. ↑  https://www.ris.bka.gv.at/eli/bgbl/II/2010/223/20100712